# Peter Lee Jung-sum
Pour les articles homonymes, voir Peter Lee.
Peter Lee Jung-sum ou Li Chung-sum (chinois 李忠琛) (1939-2008), est un ancien directeur adjoint de l'Observatoire de Hong Kong et le frère aîné de l'acteur Bruce Lee.

## Biographie
Né à Hong Kong le 23 octobre 1939, Peter Lee était le fils aîné de Lee Hoi-chuen et Grace Ho. Il fréquente le Collège La Salle de Hong Kong où il excelle dans ses études et les sports dont l'escrime qu'il a incité son frère Bruce à prendre lorsque ce dernier avait entre 11 et 14 ans.
Peter Lee est devenu un escrimeur de classe mondiale. En juillet 1958, il rejoint Jose Marçal, Pedro Marçal, Reuben Lynn et Hung Hak-yau dans l'équipe d'escrime de Hong Kong pour les Jeux de l'Empire britannique et du Commonwealth de 1958. Il y a remporté au tour 1 mais n'a pas atteint les quarts de finale, tandis que Hung a été finaliste dans l'épreuve individuelle de fleuret.
En mai 1959, Peter rejoint Bruce à Seattle pour un court séjour et se rend au Minnesota pour poursuivre ses études. Il est ensuite diplômé de l'Université du Minnesota et est retourné à Hong Kong. Dans les années 1960, Lee enseigne pendant un certain temps au Collège La Salle où il a également été l'entraîneur de l'équipe d'escrime à partir de 1968, avec onze victoires au championnat d'escrime inter-écoles en treize ans.
Il rejoint ensuite l'Observatoire royal de Hong Kong en tant que directeur adjoint, où il contribue de manière significative au développement technique de détection des cyclones tropicaux. En 1983, il a terminé son doctorat au Département de génie électrique de l'Université de Hong Kong avec comme sujet « Un processeur d'échos de sol pour le radar météorologique de 10 cm de l'Observatoire royal ».
À sa retraite, Lee déménage sa famille en Nouvelle-Zélande puis à Melbourne, en Australie. Il est mort d'un infarctus du myocarde à son domicile le 3 septembre 2008. Il a été incinéré et ses cendres ont été ramenées à Hong Kong.

## Vie privée
Les frères cadets de Peter Lee sont le spécialiste des arts martiaux et acteur Bruce Lee ainsi que le musicien Robert Lee. Il est aussi l'oncle des acteurs américains Brandon Lee et Shannon Lee, fils du premier.
Peter Lee a épousé Eunice Lam en 1966 dont il a un fils, Lee Hoi-ho (李凱豪). Ils ont divorcé en 1971 et en 1980, il épousa Mary Cheung, gagnante de Miss Hong Kong 1975 avec qui il a un fils, Lee Wai-ho (李偉豪), et une fille, Lee Yuk-yee (李珏頤), avant de divorcer en 1995.